# A funtineli boszorkány
A funtineli boszorkány Wass Albert 1944 és 52 közötti Németországban írt, 1959-ben, amerikai emigrációja alatt kiadott nagy sikerű regénye. 2005-ben 25. helyen került be a Magyarország 100 legnépszerűbb könyvét felvonultató Nagy Könyvbe. A magyar alkotások között ezzel a 11. legnépszerűbb könyvnek bizonyult.

## Történet
|  | Alább a cselekmény részletei következnek! |

A főszereplő, Nuca, egy boszorkányosan szép havasi leány. A gyönyörű hajadon fokozatosan ébredt rá az erejére. Arra, hogy egyszerre látta a múltat és a jövőt, ha az emberek szeme közé nézett. Megmondta előre a zivatart, a szárazságot, a szelet. Kezdetben mintha egy ismeretlen ködből kinyúlt volna valami feléje, és így ösztönösen behatolhatott a szemek mögé, ahol mozaikképek villantak fel előtte. A belső erő, ez a „másik tudás” fokozatosan alakult ki benne, a láthatatlan hatalom megváltoztatta, megerősítette. Sokáig nem ismert más törvényt, mint az erdők és hegyek törvényét, a természet szavát.
Se írni, se olvasni, se  számolni nem tudott,  de teljes szívéből hitt a Jóistenben, s egy idő után egy  láthatatlan kapu nyílt meg előtte. Ösztönlényből „nagy akaratú”  asszonnyá vált, akire a jók szentként, látóasszonyként, a rosszak boszorkányként tekintettek.
Az áldott képesség mellett egy átokkal is verte a sors, akit megölelt, az ágyába fogadott, az előbb vagy utóbb a halállal randevúzott.
A meseszerű történetében – novellafüzérként – a főszereplőhöz kapcsolódva, homályba burkolt sorsok sokasága bontakozik ki. Birtalan, a halember, Farkas-Dumitru, Iván, az orosz, Garabonciás Gyerkó, Tóderik, Szőrfülű, az örmény kocsmáros, Vénség a Dószul Fulgerujról, Bandilla, Juon, Sándru Indrei: valamennyien a legendák feledhetetlen alakjaivá váltak.
|  | Itt a vége a cselekmény részletezésének! |

## Szereplők
| I. kötet: Főszereplők: - Nuca, a funtineli boszorkány - Tóderik, Nuca nagyapja Mellékszereplők: - Szőrfülű, az örmény kocsmáros - Hosszú Mitru, a báró plájásza - Éltető uraság, a "havasi király" - Éltető Gáspár - Sánta Márton - Jószup - Rotter Ábrahám - Birtalan, Éltető úr plájásza - Farkas Dumitru - Gyurkucza - Mihály - öreg Sándru - Nátu/Ignácz, Sándru fia - Indrei/András, Sándru fia - Kirilla, Sándru fia - Tóder, Sándru fia - Simion, Sándru fia - a cigányasszony - a báró - a báróné - a gernyeszegi gróf - a vasútépítő mérnök - csendőrök - pakurárok - prepegyitok - öregasszonyok a faluban - vendégek a kocsmában | II. kötet (négykötetes kiadásban a II. és a III. kötet): Főszereplők: - Nuca, a funtineli boszorkány - Éltető Gáspár Mellékszereplők: - Iván, Éltető úr plájásza - Birtalan, Éltető úr plájásza - Farkas Dumitru, Éltető úr plájásza - Vénség, Éltető úr plájásza - Éltető uraság, a "havasi király" - Garabonciás Gyerkó - Bandilla, a prepegyitok vezére - Mihály, prepegyit - prepegyitok III. kötet (négykötetes kiadásban IV. kötet): Főszereplők: - Nuca, a funtineli boszorkány - Bandilla, Nuca apja Mellékszereplők: - Farkas Dumitru, Éltető úr plájásza - öreg Árszintya - Juon - vak öregasszony, Juon anyja - Rotter Ábrahám - Estevány - ifj. Éltető Gáspár, Nuca fia - a báró - Gyurkucza - csendőrök - pakurárok - vasutasok |

## Családfa
A regényből összeállítható családfa:
```

                                                                                       Tóderik                  
                                                                                          |         
                                                                                          |  
                             Éltető uraság, a "havasi király"       Bandilla            Ilona              Jakobuc                                 
                                          |                             |_________________|___________________|                                          
                                          |                             |                                   
                                    Éltető Gáspár            Nuca, a funtineli boszorkány                          
                                          |                             |     
                                          |_____________________________|
                                                          |
                                                    Éltető Gáspár
                     

```